# مسابقات ورزش‌های آبی اروپا ۲۰۰۸
مسابقات ورزش‌های آبی اروپا ۲۰۰۸ از ۱۳ تا ۲۴ اوت ۲۰۰۸ در شهر آیندهوون، هلند برگزار شده است.

## جدول مدال‌ها
میزبان 
| رتبه  | کشور           | طلا | نقره | برنز | مجموع |
| ۱     | روسیه          | ۱۲  | ۸    | ۵    | ۲۵    |
| ۲     | ایتالیا        | ۵   | ۸    | ۸    | ۲۱    |
| ۳     | فرانسه         | ۵   | ۴    | ۴    | ۱۳    |
| ۴     | اسپانیا        | ۵   | ۳    | ۴    | ۱۲    |
| ۵     | آلمان          | ۴   | ۴    | ۱    | ۹     |
| ۶     | هلند           | ۴   | ۳    | ۳    | ۱۰    |
| ۷     | مجارستان       | ۳   | ۴    | ۲    | ۹     |
| ۸     | اتریش          | ۳   | ۲    | ۳    | ۸     |
| ۹     | سوئد           | ۳   | ۱    | ۶    | ۱۰    |
| ۱۰    | اوکراین        | ۲   | ۴    | ۷    | ۱۳    |
| ۱۱    | بریتانیای کبیر | ۲   | ۲    | ۰    | ۴     |
| ۱۲    | نروژ           | ۱   | ۲    | ۰    | ۳     |
| ۱۳    | یونان          | ۱   | ۱    | ۰    | ۲     |
| ۱۳    | اسلوونی        | ۱   | ۱    | ۰    | ۲     |
| ۱۳    | سوئیس          | ۱   | ۱    | ۰    | ۲     |
| ۱۶    | لهستان         | ۱   | ۰    | ۱    | ۲     |
| ۱۷    | صربستان        | ۱   | ۰    | ۰    | ۱     |
| ۱۸    | کرواسی         | ۰   | ۲    | ۱    | ۳     |
| ۱۸    | فنلاند         | ۰   | ۲    | ۱    | ۳     |
| ۲۰    | رومانی         | ۰   | ۱    | ۴    | ۵     |
| ۲۱    | بلاروس         | ۰   | ۱    | ۱    | ۲     |
| ۲۲    | دانمارک        | ۰   | ۰    | ۱    | ۱     |
| ۲۲    | لیتوانی        | ۰   | ۰    | ۱    | ۱     |
| ۲۲    | اسلواکی        | ۰   | ۰    | ۱    | ۱     |
| مجموع | مجموع          | ۵۴  | ۵۴   | ۵۴   | ۱۶۲   |